# Drejø Sognekommune
Drejø Kommune var en sognekommune, der blev oprettet i 1842 og nedlagt i 1964. Kommunen bestod bl.a. af Drejø,  Flæskholm, Skarø, Hjortø, Odden og Birkholm.
I 1964 blev Birkholm en del af Marstal Handelsplads, mens resten af kommunen (dvs. det nuværende Drejø Sogn) blev indlemmet i Svendborg Købstad.